# ماتیاس اوسادچوک
ماتیاس اوسادچوک (اسپانیایی: Matías Osadczuk‎؛ زادهٔ ۲۲ آوریل ۱۹۹۷) بازیکن راگبی ۷ نفره اهل آرژانتین است.
وی در مسابقات کشوری و بین‌المللی در مجموع برندهٔ ۱ مدال طلا، ۱ مدال برنز شده‌است.